# Stort land
Stort land (russisk: Большая земля) er en sovjetisk film fra 1944 af Sergej Gerasimov.

## Medvirkende
- Tamara Makarova som Anna Sviridova
- Viktor Dobrovolskij som Anikejev
- Sofja Khaljutina som Maria Gavrilovna
- Vladimir Solovjov som Jegor Sviridov
- Sergej Blinnikov som Prikhodko